# Dénéon
Dénéon est une commune rurale située dans le département de Zimtenga de la province de Bam dans la région Centre-Nord au Burkina Faso. En 2006, la ville comptait 900 habitants dont 51% de femmes.